# Культура Кыргызстана
Культура Кыргызстана — культура киргизского народа и других народов, проживающих на территории этого государства.

## Язык
Киргизский язык — самый распространённый язык в Кыргызстане. Он также является государственным языком Кыргызской Республики. Относится к тюркским языкам, письменность — на основе кириллицы.

## Фольклор
Киргизский фольклор, в широком смысле, традиционная и распространенная традиционная культура, основанное на традиции творчество групп и личностей. Фольклор у киргизов в прошлом существовал в исключительно устном виде. Жанры киргизского фольклора разнообразны. Киргизский фольклор представлен обрядовой поэзией, лирическим жанром, санатом, насыятом — нравоучительной устной поэзией, пословицами и поговорками, загадками и сказками, мифами и легендами.
Основу фольклора составляет трилогия эпоса «Манас»: «Манас», «Семетей», «Сейтек». Эпос «Манас» вмещает в себя более миллиона строк, внесен в книгу рекордов Гиннеса, как самый крупный в мире эпос и охраняется ЮНЕСКО как достояние человечества. Эпос описывает культуру, философию, мировоззрение, историю и традиции киргизского народа. Эпос отмечает огромное количество топонимических, этногенетических и исторических наименований. Известные сказители «манасчы»: Саякбай Каралаев, Сагымбай Орозбаков, Жусуп Мамай и др.
Особую часть киргизского фольклора составляет творчество акынов. Акын — это талантливый народный певец, который владеет поэтическим, композиторским и певческим даром, способностью к импровизации и игрой на струнном музыкальном инструменте — комузе или кыл-кияке. Акыны изучают фольклор, творчески перерабатывают его. Они обладают превосходной памятью, глубокими познаниями, артистичным дарованием. Акыны ясно видят и чувствуют все негативные и позитивные моменты действительности и воплощают их в своих торжественных, радостных, сатирических и критических песнях. Отсюда высокий авторитет и уникальность каждого акына, и разнообразие репертуара. В него входят эпические произведения, песни-состязания, образцовые песни, поучительные песни песни-наставления, песни-поздравления и др.
Самыми известными акынами XIX—XX вв. являются: Токтогул Сатылганов, Тоголок Молдо, Ашираалы Айталиев, Арстанбек Буйлаш уулу, Женижок, Барпы Алыкулов, Осмонкул Болобалаев, Калык Акиев.

## Музыка
Народное музыкальное творчество
Музыкальное искусство Кыргызстана ведет своё начало от культуры древних среднеазиатских племён, которые к началу XVI в. сформировались в киргизскую народность. Наиболее популярным музыкальным инструментом является трехструнный щипковый комуз. Популярны двухструнный смычковый кыяк и язычковый металлический варган — темир ооз комуз и деревянный — жыгач ооз комуз.

## Искусство Кыргызстана

## Театр и цирк
Ошский музыкально-драматический театр имени Бабура в городе Ош, основанный Рахмонберди Мадазимовым в 1914 году — старейший профессиональный театр Киргизии, второй старейший театр в Центральной Азии, после Узбекского национального академического драматического театра имени Хамзы в Ташкенте (основанного в 1913 — 27 февраля 1914 годах).
В 1914 году под руководством муллы Рахмонберди Мадазимова вместе с учителем русско-туземной школы города Ош Балтыходжой Султановым был основан театральный кружок.
В 1918 году под руководством Рахмонберди Мадазимова вместе с другими просвещёнными деятелями и учителями Ошского уезда Иброхимом Мусабоевым, Бекназаром Назаровым, Журахоном Зайнобиддиновым, Назирхоном Камоловым, Абдурашидом Эшонхоновым, А. Саидовым впервые в Киргизии был основан самодеятельный театральный кружок на базе концертной бригады при Реввоенсовете Туркестанского фронта из местных мусульманских актёров.
Первый директор, художественный руководитель и главный режиссёр театральной труппы Мадазимов Рахмонберди был первым основателем и организатором театрального движения в Центральной Азии и Киргизии. 

В 1919 году кружок сформировался в драматическую труппу. Эта труппа послужила не только развитию театрального искусства, но и развитию профессионального музыкального искусства на юге Киргизии. В репертуаре труппы, кроме театральных постановок были многочисленные концертные программы, также осуществлялась обработка народных мелодий для музыкального сопровождения спектаклей, что способствовало становлению музыкантов-профессионалов. В дальнейшем эта труппа стала основой для создания Ошского Государственного академического узбекского музыкально-драматического театра имени Бабура
Уже в 1920 году в Пишпекском уезде функционировали три любительских театра и цирк.
К 1939 году в республике уже была создана целая театральная сеть — Киргизская филармония и 16 театров (8 киргизских, 4 русских, 2 русско-киргизских, 2 узбекских).
- Киргизская государственная филармония имени Токтогула Сатылганова (см. Токтогул Сатылганов)

### Кинематограф
Днём рождения киргизского кино считается 17 ноября 1941 года, когда был подписан указ о создании «Фрунзенской студии кинохроники», позже переименованной в студию «Киргизфильм» Первый киргизский цветной фильм был снят в 1955 году и назывался «Салтанат»./
Признанными мастерами киргизской киноклассики являются актёры Муратбек Рыскулов, Болот Бейшеналиев, Таттыбуу Турсунбаева, Суйменкул Чокморов, Журахон Рахмонов, режиссёры Толомуш Океев, Геннадий Базаров, Болот Шамшиев и Альгимантис Видугирис. Благодаря произведениям мастеров кинематографа в 1970-е годы возникло «киргизское чудо».
Фондом развития кинематографа совместно с Киностудией «Киргизфильм» имени Т. Океева составлена киноколлекция «Кыргызское чудо» с десятью фильмами:
- «Зной» (1962), режиссёр Лариса Шепитько
- «Трудная переправа» (1964), режиссёр Мелис Убукеев
- «Первый учитель» (1965), режиссёр Андрей Кончаловский
- «Небо нашего детства» (1966), режиссёр Толомуш Океев
- «Материнское поле» (1967), режиссёр Геннадий Базаров
- «Выстрел на перевале Караш» (1968), режиссёр Болот Шамшиев
- «Засада» (1969), режиссёр Геннадий Базаров
- «Улица» (1972), режиссёр Геннадий Базаров
- «Белый пароход» (1975), режиссёр Болот Шамшиев
- «Красное яблоко» (1975), режиссёр Толомуш Океев
- «Мужчины без женщин» (1981), режиссёр Альгимантас Видугирис

## Традиционные игры и спорт
- Кыргызстан на Олимпийских играх
  - Кыргызстан на летних Олимпийских играх
  - Киргизия на зимних Олимпийских играх
- Всемирные игры кочевников
- Национальный Паралимпийский комитет Кыргызской Республики

## Религия

### Язычество
см. Язычество
Тенгрианство
Последователи культа Тенгри в Кыргызстане представлены в небольшом количестве, в основном бывшими атеистами, не признающими фанатизм в религии.
Попытки официально зарегистрировать тенгрианство в качестве религии в Кыргызстане до настоящего времени предпринимались неоднократно, но безуспешно.

## Киргизская кухня
Различия в традиционных блюдах и вкусах северных и южных киргизов обусловлены территориальной разобщённостью и соседством с разными народами. Так в северных областях главным праздничным блюдом является бешбармак — мелко накрошенное отварное мясо с лапшой, в то время как на юге более популярен плов заимствованный по-видимому у оседлых азиатских народов. Есть различия и в чайных предпочтениях. На севере популярен чёрный чай с молоком, сам чай заваривается русским способом, популярны и русские самовары. На юге молоко в чай не добавляют, традиции чаепития сходны с узбекскими, популярен зелёный чай.

## Праздники
Источник:
| Дата                                             | Название                     | Название на киргизском языке          | Примечание                   |
| ------------------------------------------------ | ---------------------------- | ------------------------------------- | ---------------------------- |
| 1 января                                         | Новый год                    | Жаңы жыл                              | ~                            |
| 7 января                                         | Рождество Христово           | Иса пайгамбардын туулган күнү         | По календарю РПЦ             |
| 23 февраля                                       | День защитника Отечества     | Ата-Журтту коргоочунун күнү           | ~                            |
| 8 марта                                          | Международный женский день   | Эл аралык аялдар күнү                 | ~                            |
| 21 марта                                         | Нооруз                       | Нооруз                                | День весеннего равноденствия |
| 1 мая                                            | Первомай                     | 1-май күнү                            | ~                            |
| 5 мая                                            | День Конституции             | Конституция күнү                      | ~                            |
| 9 мая                                            | День Победы                  | Жеңиш күнү                            | ~                            |
| 31 августа                                       | День Независимости           | Эгемендүүлүк күнү                     | ~                            |
| Дата праздника определяется по лунному календарю | Праздник разговения          | Орозо айт                             |                              |
| Дата праздника определяется по лунному календарю | Праздник жертвоприношения    | Курман айт                            |                              |
| 7-8 ноября                                       | Дни истории и памяти предков | Тарыхы жана ата-бабалар мурасы күндөр |                              |